# Václav Pablásko
Václav Pablásko (18. srpna 1849 České Budějovice – 24. března 1921 Praha) byl okresní hejtman v Benešově, Semilech a Rakovníku, místodržitelský rada a mecenáš. V Českých Budějovicích je po něm pojmenována ulice. Odkázal 600 000 Kčs na kulturní a humánní účely, a to:
- 10 000 Kčs pro studenty, kteří se narodili v Českých Budějovicích nebo v obcích, které jej jmenovaly čestným občanem,
- 100 000 Kčs pro zřízení fondu pro uznání práce při České akademii věd a umění,
- 100 000 Kčs pro zřízení fondu na odměny za nejlepší lidové přednášky,
- zbytek jmění odkázal městu České Budějovice pro zřízení útulku pro zmrzačelé děti.[2]